# Штанюки (Логойський район)
Штанюки — (біл. вёска Штанюкі), село (веска) в складі Логойського району розташоване в Мінській області Білорусі, підпорядковане Жовтневій сільській раді.
Село Штанюки розташоване в центральних районах Білорусі, в північній частині Мінської області - орієнтовне розташування.